# Nationalsozialistisches Fliegerkorps
Het Nationalsozialistisches Fliegerkorps was een paramilitaire organisatie van de NSDAP. Het doel van de organisatie was het opleiden van toekomstige piloten voor de Luftwaffe en het populariseren van de luchtvaart in het algemeen.

## Geschiedenis van de organisatie
Het Nationaal-Socialistisch Vliegerkorps werd op 15 april 1937 opgericht, niet als nieuwe organisatie, maar als de rechtsopvolger van het Deutscher Luftsportverband. Het DLV stamde reeds uit 1932. De organisatie kwam overeen met die van de Sturmabteilung en van soortgelijke organisaties als het NSKK. Zowel het NSFK en het NSKK waren namelijk opgericht uit de Flieger-SA en de Motor-SA, en delen van de Flieger- en Motor-SS. Gedurende de eerste jaren van zijn bestaan gebruikte het Fliegerkorps slechts zweefvliegtuigen; later vervulde het een meer militaire rol.

## Leiding
Friedrich Christiansen was van 15 april 1937 (de oprichting) tot 26 juni 1943 Korpsführer. Hij had als officier bij de Duitse luchtmacht de rang van Generalleutnant en later van General der Flieger. De tweede en laatste chef, die in dienst was tot 8 mei 1945, was Alfred Keller. Beide mannen waren ondergeschikt aan Rijksmaarschalk Hermann Goering, die in bepaalde gevallen daadwerkelijk meebesliste, zoals over zwaar transport naar Stalingrad.
| Nr. | Afbeelding | Korpsleiders van de NSFK                       | Aangetreden                | Einde termijn | Duur termijn      |
| --- | ---------- | ---------------------------------------------- | -------------------------- | ------------- | ----------------- |
| 1   |            | Korpsführer Friedrich Christiansen (1879-1972) | 5 april 1937/20 april 1937 | 26 juni 1943  | 6 jaar, 82 dagen  |
| 2   |            | Korpsführer Alfred Keller (1882–1974)          | 26 juni 1943               | 8 mei 1945    | 1 jaar, 313 dagen |

## Onderscheidingen
- Das Abzeichen für Freiballonführer (Badge voor Vrije Ballonpiloten) - ingesteld op 10 maart 1938
- Das Abzeichen für Motorflugzeugführer (Badge voor Piloten van Motorvliegtuigen) - ingesteld op 12 juli 1938
- Das Große Segelfliegerabzeichen (Grote Onderscheiding voor Zweefvliegers) - ingesteld op 26 januari 1942